# Mark 60 Captor

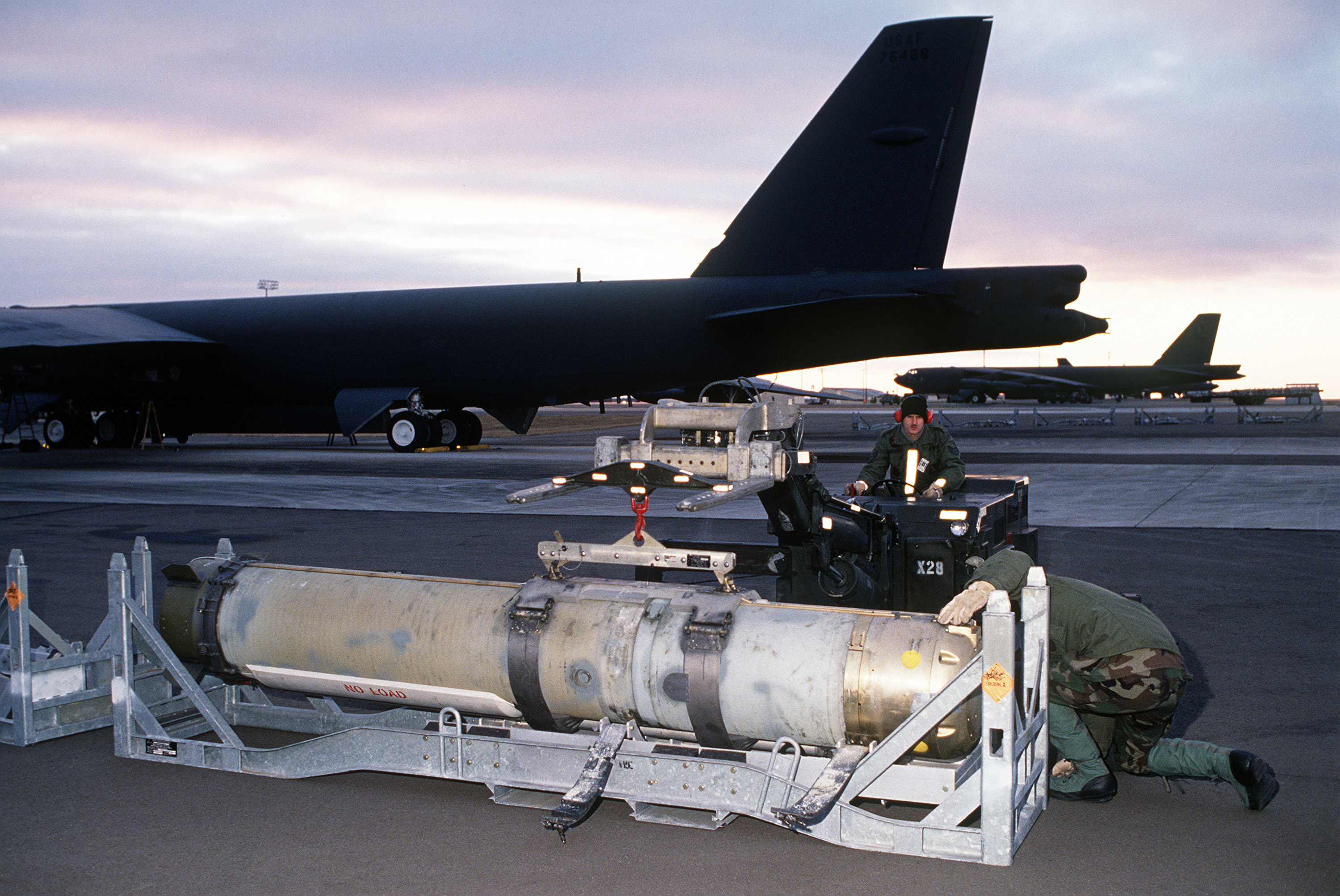
Captor przed załadunkiem na pokład B-52G Stratofortress

Mk 60 Encapsulated Torpedo (Captor) – amerykańska minotorpeda wód głębokich przeciwko pojazdom podwodnym znajdująca się na wyposażeniu okrętów podwodnych z napędem atomowym. Mk 60 Captor – Anti-submarine warfare (ASW) – jest bronią inteligentną, w rzeczywistości jest podwodną wyrzutnią torpedową zdolną do poszukiwania, wykrywania, klasyfikowania i namierzania celów w postaci okrętów podwodnych, torped i innych obiektów znajdujących się pod wodą oraz do wykonywania na nie ataków za pomocą torpedy Mk 46 zmodyfikowanej w taki sposób, że zdolna jest do ataku wyłącznie na cele zanurzone.
Konstrukcja miny Mk 60 Captor umożliwia postawienie zakotwiczonego bądź nie pola minowego lub pojedynczej miny za pomocą samolotu, okrętu podwodnego bądź nawodnego. Technologicznie zaawansowany komputer pokładowy Captora automatycznie wyszukuje i akustycznie klasyfikuje przepływające w zasięgu pasywnych sonarów obiekty podwodne, w tym własny okręt który uwolnił minę oraz inne jednostki własne, a także obiekty nawodne – automatycznie wykluczając je jako cele ataku. Po uwolnieniu z pokładu okrętu macierzystego, Captor znajduje się w stanie czuwania w trybie wyszukiwania, a po wykryciu i namierzeniu obiektu stanowiącego cel, otwiera własną kapsułę uwalniając torpedę bojową w celu przechwycenia i zniszczenia go.
Stopień zaawansowania technologicznego Mk 60 Captor umożliwia postawienie złożonych z tych min pól minowych w rejonie operacji własnej floty nawodnej w celu jej ochrony przed atakami podwodnymi, bez ryzyka zaatakowania przez Mk 60 własnego okrętu nawodnego przepływającego w zasięgu sensorów Captora. Okręty podwodne US Navy używają również Mk 60 Captor jako środka obrony bezpośredniej przed atakiem torpedowym na nie, w ramach której uwolniona z Captora torpeda Mk 46 niszczy torpedę atakującą okręt macierzysty.
Mk 60 Captor została opracowana przez Naval Ordnance Laboratory – Naval Surface Warfare Center Dahlgren Division, Coastal Systems Station w Panama City w stanie Floryda. Aktualnie, trwają prace nad modyfikacja Mk 60 Captor do działań w środowisku wód płytkich, zwłaszcza przybrzeżnych – Littoral Sea Mine Program (LSM), w tym z zastosowaniem najnowszego modelu torpedy Mk 54.